# Zepernick
Zepernick ist ein Ortsteil der brandenburgischen Gemeinde Panketal, die direkt am nordöstlichen Stadtrand von Berlin liegt. Im Zuge der Gemeindegebietsreform wurde Zepernick am 26. Oktober 2003 mit Schwanebeck zur neuen Gemeinde Panketal zusammengelegt. Panketal hatte im November 2015 14.404 Einwohner.

## Geografie
Zepernick befindet sich im Norden der brandenburgischen Gemeinde Panketal im Landkreis Barnim direkt zwischen den beiden Städten Berlin und Bernau bei Berlin. Angrenzende Ortschaften sind im Uhrzeigersinn: Schönow, Bernau bei Berlin, Birkholz, Schwanebeck und Berlin (Ortsteil Buch, Pankow).
Wichtige Fließgewässer sind die Panke und der Dransenbach.

## Geschichte
Schon aus der Jungsteinzeit sind erste Besiedelungsspuren nachzuweisen. Die erste urkundliche Erwähnung von Zepernick, damals noch Cepernik (bedeutet im Slawischen so viel wie dichtes Gesträuch), stammt aus dem Jahre 1289. Ein weiteres Dokument ist die Urkunde von 1346 des Bernauer Propstes Gerwinius über eine Schenkung aus Zepernick an die Bernauer Kirche. 1375 wurde Zepernick im Landbuch Kaiser Karl IV. mit 52 Hufen (umgerechnet etwa 758 Hektar) verzeichnet. 1466 schenkte Benedictus von Hoppenrade seine gutsherrlichen Rechte dem Cöllner Domstift (Berlin).
Der Dreißigjährige Krieg hinterließ seine Spuren; der Ort wurde 1635 geplündert und gebrandschatzt. Eine erste Schule ist für die Zeit um 1700 nachgewiesen. Im Jahre 1835 wurde eine neue Schule in der Nähe der Kirche gebaut. Nach dem Bau der Berlin-Stettiner Eisenbahn durch die Gemarkung Zepernick 1841–1843 erhielten Zepernick 1888 und der Ortsteil Röntgental 1903 jeweils einen Bahnhof (Eröffnung der Fernbahngleise zwischen Berlin Stettiner Bahnhof und Bernau mit 22,99 km am 1. August 1842). Der heutige Bahndamm wurde in den Jahren 1909/1910 angelegt, um die Strecke für die Fern- und Vorortbahn nutzen zu können. 1913 wurde die Freiwillige Feuerwehr Zepernick gegründet.
Im Zepernicker Ortsteil Röntgental befand sich von 1979 und noch bis Anfang 1990 das sogenannte Zentrale Aufnahmeheim – eine vor der Öffentlichkeit geheim gehaltene DDR-Einrichtung, in die Zuwanderer, Umsiedler und Rückkehrer aus der Bundesrepublik Deutschland zum Zwecke der Überprüfung und gesellschaftlichen Integrationsvorbereitung vorübergehend untergebracht wurden.

## Verkehr
Zepernick verfügt über 2 Haltestellen der Berliner S-Bahnlinie 2: Zepernick und Röntgental. Damit ist eine Verbindung nach Berlin (Bezirk Pankow) sowie nach Bernau b. Berlin ermöglicht.
Am östlichen Ende Zepernicks befindet sich (bereits auf Bernauer Gemeindegebiet) eine Anschlussstelle der Autobahn 11; Bernau-Süd. Hier verläuft auch die Bundesstraße 2, die eine unmittelbare Straßenverbindung nach Bernau, wie nach Berlin ermöglicht. Etwa 4 Kilometer südlich von Zepernick befindet sich am Autobahndreieck Barnim eine Anschlussstelle der Autobahn 10.
Der Omnibusverkehr ist in Zepernick sehr gut ausgebaut. Neben einer guten Vernetzung innerhalb des Ortes bestehen auch zahlreiche Busverbindungen in die Nachbarorte Schönow, Bernau b. Berlin, Schwanebeck und Berlin.

## Bildung und Kultur

### Überblick
In Zepernick gibt es vier Schulen und eine Bibliothek (Stand in den 2010er Jahren).
Im Ortsteil findet eine regelmäßige Veranstaltung statt.

### Grundschule Zepernick
Die Grundschule wurde zwischen 1908 und 1909 erbaut und am 9. August 1909 eingeweiht. Infolge stetig ansteigender Schülerzahlen wurde die Schule mehrmals erweitert (1931 und 1937). Im Schuljahr 2017/18 besuchten 639 Schüler die Grundschule. In jeder der insgesamt 6 Klassenstufen gibt es jeweils eine Integrationsklasse mit durchschnittlich 21 Schülern.

### Grundschule an der Panke (Montessori-Schule)
Die nach den Prinzipien der Montessoripädagogik arbeitende Grundschule wurde 2012 eröffnet. Im Schuljahr 2017/18 besuchten 85 Schüler die Grundschule.

### Wilhelm-Conrad-Röntgen-Gesamtschule
Die Wilhelm-Conrad-Röntgen-Gesamtschule (benannt nach dem Physiker Wilhelm Conrad Röntgen) wurde 1974 erbaut und ist eine Gesamtschule mit gymnasialer Oberstufe, die die Möglichkeit zum Abitur bietet.
Die Schule befindet sich direkt auf der gegenüberliegenden Straßenseite der 1909 erbauten Grundschule.
In den Klassenstufen 7 bis 10 gibt es jeweils eine Integrationsklasse. Im Schuljahr 2017/2018 besuchten 723 Schüler die Schule.

### Freies Gymnasium Panketal
Das Freie Gymnasium Panketal ist eine private Ganztagsschule und wurde im Sommer 2000 als „Freies Gymnasium am Pfingstberg Zepernick“ eröffnet. 2009 wurde die Schule deutlich erweitert. Im Schuljahr 2017/18 besuchten 223 Schüler das Gymnasium.

### Regelmäßige Veranstaltung
In mehreren Einrichtungen der evangelischen Gemeinde Zepernick finden seit dem Jahr 1992 die Randfestspiele statt. Zunächst beabsichtigte die Kirchenleitung, den mit der Wende weggebrochenen Kompositionen ostdeutscher Musiker ein Podium zu geben. Die gute Aufnahme durch das Publikum führte dazu, dass sich daraus eine viertägige Konzertreihe entwickelt und etabliert hat, die in der St.-Annen-Kirche, im Gemeindehaus und im Kirchgarten verankert ist. Die Organisatoren geben dazu ein Schwerpunktmotto aus, zum Beispiel im Jahr 2022 Feuer als eines der vier Urelemente Erde, Wasser, Luft, Feuer. Die Thematik orientiert sich v. a. an den engen Kontakten mit der Republik Korea, die diese Urelemente in ihrem Wappen trägt. Neben Konzerten renommierter Solisten und Ensembles gibt es auch Ausstellungen, Installationen, einen Themengottesdienst.
Geradezu einmalig in Brandenburg ist die seit über einem Jahrzehnt bestehende Kleinstbühne „STUDIO7“ Zepernick. Regelmäßig finden in dem zur Veranstaltungsstätte umgebauten ehemaligen Wirtschaftsgebäude (max. 80 Plätze) Veranstaltungen statt, die von Rock und Pop, Blues und Jazz bis hin zu Abenden mit Liedermachern und Coverbands sowie mit Comedy und politischem Kabarett reichen.

## Sehenswürdigkeiten
- Mahnmal im Goethepark an der Bahnhofs-/Ecke Heinestraße des Wohnplatzes Röntgental für die zehn namentlich genannten Opfer des Faschismus aus Zepernick
- Sankt-Annen-Kirche im Ortskern Alt-Zepernick[9]
- Ausstichgelände Röntgental

## Persönlichkeiten
- Willi Layh (1903–1977), Schulleiter in Zepernick, Schriftsteller und Liedtexter
- Rudolph Schulze (1918–1996), DDR-Politiker; Mitglied des Präsidiums des Hauptvorstandes der CDU der DDR, Präsident der Industrie- und Handelskammer der DDR (1955–1958) sowie Minister für Post- und Fernmeldewesen der DDR (1963–1989) und in dieser letztgenannter Funktion zugleich von 1971 bis 1989 auch einer der stellvertretender Vorsitzender des DDR-Ministerrats.
- Rainer Stuchlik (1929–2006), Maler und Grafiker
- Helmut Ziebart (1929–2011), deutscher Diplomat, Botschafter der DDR in Jugoslawien (1973–1977) und in der ČSSR (1981–1990)